# Bucculatrix argentisignella
Bucculatrix anthemidella — вид лускокрилих комах родини кривовусих крихіток-молей (Bucculatricidae).

## Поширення
Вид має розірваний ареал в Центральній, Східній та Північній Європі. Присутній у фауні України.

## Опис
Крила сірі з чотирма сріблястими плямами на передніх крилах.

## Спосіб життя
Личинки живляться на королиці звичайній. Вони мінують листя рослини-господаря. Шахта починається з вузької галереї з верхнім або нижнім входом. Пізніше галерея розширюється. Відходи життєдіяльності осідають в центрі коридору. Личинки іноді залишають шахту і продовжують в іншому місці. Заляльковування відбувається за межами шахти. Личинок можна зустріти з травня по червень і знову в липні.